# LN Большого Пса
LN Большого Пса (лат. LN Canis Majoris), HD 51738 — одиночная переменная звезда в созвездии Большого Пса на расстоянии приблизительно 1614 световых лет (около 495 парсеков) от Солнца. Видимая звёздная величина звезды — от +9,26m до +9,15m.

## Характеристики
LN Большого Пса — оранжевый гигант, пульсирующая медленная неправильная переменная звезда (LB:) спектрального класса K1/K2III:. Эффективная температура — около 4700 К.